# 各務原市立桜丘中学校
各務原市立桜丘中学校（かかみがはらしりつさくらがおかちゅうがっこう）は、岐阜県各務原市那加不動丘にある公立の中学校。

## 概要
- 各務原市那加地区の中学校の一つである。
- 周辺は新境川堤の百十郎桜（市川百十郎が植えた桜並木。日本さくら名所100選）があり、校名の由来といわれている。校内には淡墨桜が植えられている。

## 所在地
- 岐阜県各務原市那加不動丘1丁目77番地

岐阜大学農学部農場の跡地の一角に建つ。

## 沿革
- 1985年（昭和60年） - 各務原市立那加中学校から分離し、開設。
- 1986年（昭和61年）
  - 4月1日 - 開校。
  - 4月3日 - 開校式を行う。
  - 7月18日 - プールが完成する。
- 2000年（平成12年）3月30日 - 武道場が完成する。

## 進学前小学校
- 那加第二小学校[1]
- 那加尾崎小学校[1]

## 周辺施設
- 各務原市民公園
- 学びの森
- 新境川
- 各務原市立中央図書館
- 各務原市立那加第二小学校
- 各務原市立那加中学校
- 中部学院大学各務原キャンパス
- 各務原市立各務原特別支援学校
- イオンタウン各務原
- 岐阜県健康科学センター

## 交通機関
- 名古屋鉄道各務原線市民公園前駅より徒歩15分
- 名古屋鉄道各務原線新那加駅より徒歩20分
- 高山本線那加駅より徒歩20分